# Symphonie no 3 de Dvořák
Pour les articles homonymes, voir Symphonie no 3.

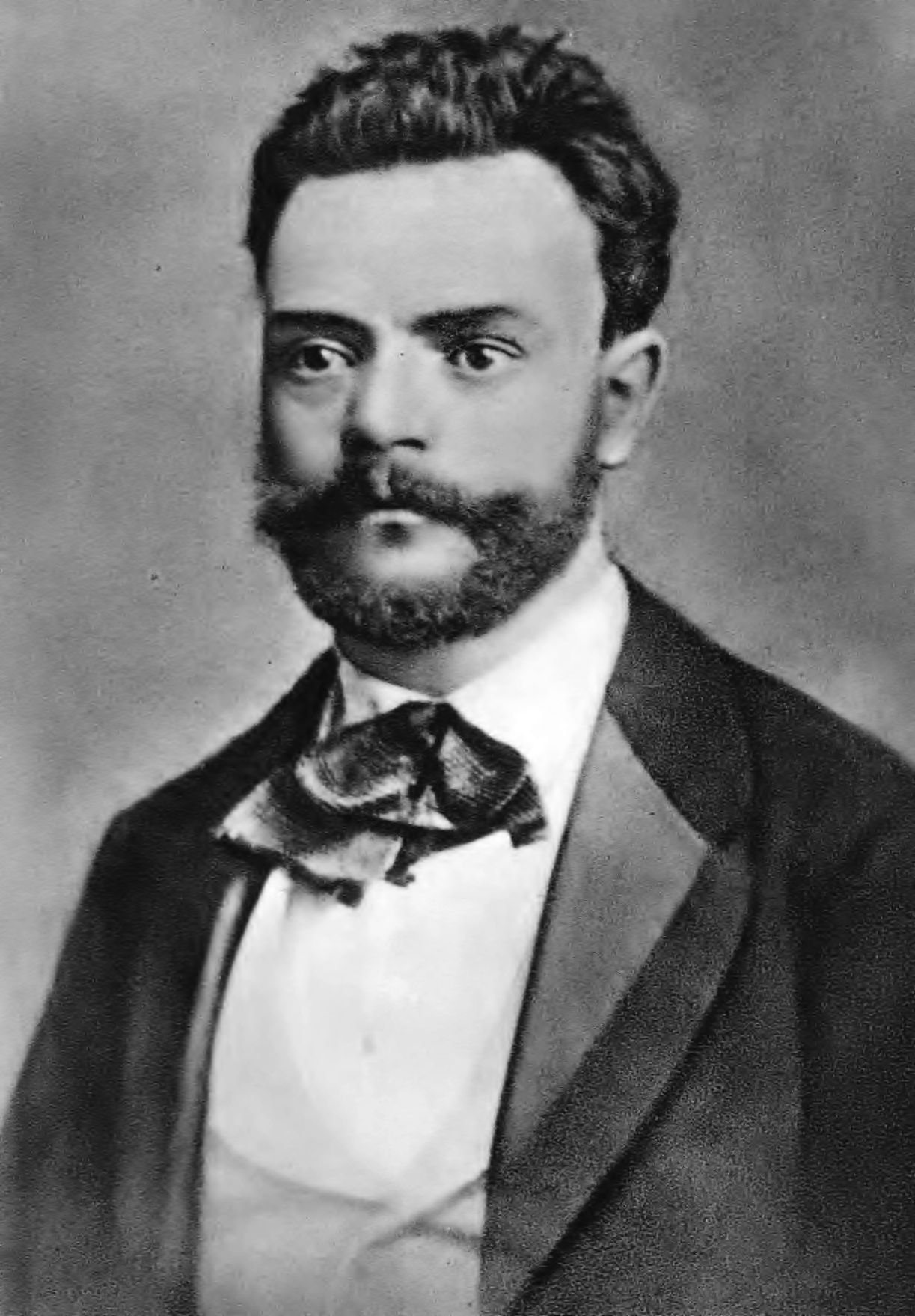
Photographie d'Antonín Dvořák.

La Symphonie no 3 en mi bémol majeur, opus 10 (B.34), a été écrite par Antonín Dvořák en 1873.
C'est la première œuvre que Dvořák termine après son mariage. Commencée en avril et terminée le 4 juillet 1873, elle est créée à Prague sous la direction de Bedřich Smetana le 29 mars 1874.
Elle est souvent considérée à tort comme une « œuvre de jeunesse ». Elle est en réalité l'œuvre d'un musicien mûr, alors âgé de 32 ans, qui fait preuve non seulement d'un impeccable métier d'orchestrateur mais aussi d'une forte personnalité artistique. Dvořák a lui-même détruit la presque totalité de ses véritables œuvres de jeunesse : seules restent quelques pièces de danse (notamment des polkas) et des exercices d'écriture impersonnels comme ses Préludes et fugues pour orgue.

## Analyse
D'une durée d'au moins 32 minutes, c'est la plus courte parmi toutes les symphonies de Dvořák (qui comprend paradoxalement le mouvement de symphonie le plus long que Dvorak ait écrit), avec seulement trois mouvements (au lieu de quatre habituellement) :
1. Allegro moderato (≥ 10 min)
2. Adagio molto, tempo di marcia (≥ 15 min)
3. Finale : Allegro vivace (≥ 8 min)

Depuis Joseph Haydn, peu de compositeurs ont commencé une symphonie par un mouvement monothématique, c'est-à-dire avec un seul thème. Lyrique et fier, le thème se renouvelle par des variantes de timbres, de caractères et de mode.
Le second mouvement, comme une légende sans paroles, s'ouvre par deux accords répétés deux fois et entrecoupés de silence, suivis d'une cantilène au cor anglais et aux violoncelles. La section centrale est une marche. La 3ème partie du mouvement alterne le retour de la cantilène et des épisodes plus animés et sonores. Les interventions de la harpe ajoutent au caractère légendaire de l'ensemble. 
Animé et dansant, le troisième mouvement fusionne Scherzo et Finale . Cette innovation n'a guère d'équivalent au XIXe siècle. Le Finale est un brillant carnaval orchestral. La conclusion réduit le thème initial à ses éléments essentiels d'une façon tout aussi originale et éclatante.

## Instrumentation
Les Troisième et Quatrième Symphonies sont les seules dans lesquelles Dvořák fait intervenir la harpe. Le compositeur fait également intervenir un cor anglais, un de ses instruments favoris.
| Instrumentation de la troisième symphonie                            |
| Cordes                                                               |
| premiers violons, seconds violons, altos, violoncelles, contrebasses |
| Bois                                                                 |
| 2 flûtes, 2 hautbois, 1 cor anglais, 2 clarinettes, 2 bassons        |
| Cuivres                                                              |
| 4 cors, 2 trompettes, 3 trombones                                    |
| Percussions                                                          |
| timbales                                                             |

| Instruments additionnels   |
| Deuxième mouvement         |
| Harpe                      |
| Troisième mouvement        |
| 1 piccolo, tuba, triangle. |

## Publication
Aussitôt après la création, Dvořák réécrit des passages entiers du second mouvement. D'autres corrections sont apportées en 1887 puis en 1889. L'œuvre n'est éditée par Simrock qu'en 1911, huit ans après la mort de Dvořák, avec d'inexplicables modifications anonymes. En 1963 paraît enfin l'édition critique de la partition telle que Dvořák l'a écrite, et telle qu'elle est jouée depuis lors.

## Influence
Le ton et les couleurs du deuxième mouvement anticipent le premier poème symphonique Vysehrad du cycle Ma patrie que Bedřich Smetana compose quelques mois après avoir dirigé la création de la Troisième Symphonie. Ce mouvement anticipe aussi la grande marche funèbre pour Siegfried de l'opéra Crépuscule des dieux que Richard Wagner termine en novembre 1874, et qui sera créé en 1876. De plus, ce mouvement préfigure les mouvements lents des symphonies no 1 et no 2 du finlandais Jean Sibelius, admirateur de Dvořák. En effet, ceux-ci font alterner de la même façon des passages lyriques avec des passages tumultueux.
La fusion du Scherzo et du Finale en un seul mouvement influencera certaines œuvres à venir, comme la symphonie no 3 de Sibelius, mais anticipe surtout la grande liberté formelle avec laquelle les compositeurs aborderont le genre symphonique au XXe siècle.
Cependant, selon le musicologue Brian Newbould, Dvorak ne serait pas le premier compositeur à fusionner scherzo et finale puisque la Dixième symphonie de Schubert (1828) comporte également un scherzo faisant office de finale. Mais cette œuvre, inconnue jusqu'en 1978, n'eût pu influencer Dvorak qui a sans doute été celui qui a influencé cette idée.

## Prétendue inspiration de Wagner
L'influence qu'aurait eu Richard Wagner sur Dvořák à l'époque de la composition de cette symphonie est souvent évoquée. Or, Dvořák remporta pour cette symphonie une bourse de l'État autrichien, décernée par un jury composé d'anti-wagnériens, dont le musicologue et critique viennois Eduard Hanslick. On peut supposer qu'un tel jury n'aurait pas endossé un jeune musicien dont les œuvres auraient marqué une admiration évidente pour Wagner.

## Sources
- Beveridge, David R., éditeur (1996). Rethinking Dvořák. Oxford: Clarendon Press
- Erismann, Guy (2004). Antonín Dvořák. Paris: Fayard.
- Freed, Richard (1981). Notes pour les Symphonies 1 à 3 de Dvořák, pour l'édition nord-américaine de l'intégrale d'Istvan Kertész avec l'Orchestre symphonique de Londres. Vox Box SVBX 5137.
- New Grove's Dictionary of Music and Musicians (2001). Londres : MacMillan.